# 5 d'agost
El 5 d'agost és el dos-cents dissetè dia de l'any del calendari gregorià i el dos-cents divuitè en els anys de traspàs. Queden 148 dies per finalitzar l'any.

## Esdeveniments
Països Catalans
- 1391, Barcelona: Pogrom o assalt al Call Major de la ciutat, que duraria tres dies i produiria la matança indiscriminada de ciutadans jueus.[1]
- 1435, illa de Ponça: s'hi esdevé la batalla naval de Ponça entre una esquadra genovesa i l'estol catalanoaragonès del rei Alfons IV.[2]
- 1835, Barcelona: Bullanga de 1835.[3]

Resta del món
- 1796 - Castiglione delle Stiviere (Província de Màntua, Itàlia): l'exèrcit de Napoleó venç als austríacs en la batalla de Castiglione durant la guerra de la Primera Coalició.
- 1888 - Bertha Benz viatja de Mannheim a Pforzheim (106 km) amb els seus fills en el primer viatge de llarga distància amb automòbil.[4]
- 1939 - Madrid: Afusellament de les tretze noies anomenades les Tretze Roses.[5]
- 1919 - Turquia: Inici de la insurrecció de Kemal Atatürk.[cal citació]
- 1884 – Es posa la primera pedra de l'Estàtua de la Llibertat a l'entrada del port de Nova York.[cal citació]
- 1955 - Wolfsburg, Alemanya: Surt de la factoria de Volkswagen el cotxe un milió del model "escarabat".
- 1963 - Moscou: signatura del Tractat de prohibició parcial de proves nuclears, signat poc de temps després de la crisi de Cuba (p És un conjunt de regles sobre la prohibició d'assajos d'armes nuclears a l'atmosfera i sota l'aigua.[6]
- 1970 - Madrid (Espanya): les Cortes Españolas aproven la Ley sobre peligrosidad y rehabilitación social, que establia penes de presó i internament psiquiàtrics per als homosexuals.
- 2010, Xile: L'accident a la Mina San José del 2010 deixa atrapats 33 miners a 700m de profunditat.
- 2016, Rio de Janeiro: Comencen els Jocs d'estiu de la XXXI Olimpíada de l'era moderna, els primers celebrats a l'Amèrica del Sud.[7]

## Naixements
Països Catalans
- 1858 - Igualada, l'Anoia: Josep Campeny i Santamaria, escultor català (m. 1922).

- 1923 - Barcelona: Ramon Noè i Hierro, dibuixant i pintor català (m. 2007).
- 1924 - Barcelona: Lluïsa Granero i Sierra, escultora catalana (m. 2012).[8]
- 1929 - València: Andreu Alfaro, escultor relacionat amb el Grup Parpalló (m. 2012).
- 1936 - Girona: Carmen Alcalde, periodista i escriptora catalana.[9]
- 1946 - Barcelona: Xavier Trias i Vidal de Llobatera, polític català, alcalde de Barcelona entre 2011 i 2015.

Resta del món
- 1827, Alagoas (Brasil): Manuel Deodoro da Fonseca, primer president de la República del Brasil (m. 1892).[10]
- 1837 - Sant Petersburg: Anna Filossófova, filantropa i feminista russa en els darrers anys de l'època tsarista (m. 1912).[11]
- 1850, Castell de Miromesnil, prop de Dieppe (França): Guy de Maupassant, literat.[12]
- 1862, Leicester, (Regne Unit): Joseph Merrick, conegut com L'Home Elefant (m. 1890).[13]
- 1868, Hèlsinki (Finlàndia, llavors Imperi Rus): Oskar Merikanto, compositor finès (m. 1924).
- 1887, Wheathampstead, Hertfordshire, Gran Bretanya: Reginald Owen, guionista, escriptor i actor britànic.
- 1906:
  - Sant Petersburg (Rússia): Wassily Leontief, economista guardonat amb el Premi Nobel d'Economia de 1973 (m. 1999).[14]
  - Nevada, Missouri: John Huston, guionista, director de cinema i actor estatunidenc guanyador d'un Oscar al millor director per El tresor de Sierra Madre (m. 1987).[15]
- 1908, Stanmore (Austràlia): Harold Holt, polític australià i el 17è Primer Ministre d'Austràlia (m. 1967).[6]
- 1919, Leiden (Països Baixos): Maria Beij o Mary Servaes-Bey, cantant neerlandesa coneguda com a Zangeres zonder Naam.[16]
- 1926, París, França: Betsy Jolas, compositora francesa.[17]
- 1930, Wapakoneta, Ohio (Estats Units): Neil Alden Armstrong, astronauta, pilot de proves, enginyer aeronàutic, professor d'universitat i aviador naval estatunidenc. Va ser la primera persona a trepitjar la Lluna (m. 2012).[18]
- 1943, Tampere, Finlàndia: Leo Kinnunen, va ser un pilot de curses automobilístiques finès que va arribar a disputar curses de Fórmula 1.
- 1945, Saint Paul, Minnesota: Loni Anderson, actriu nord-americana de cinema i televisió, coneguda pel seu paper de Jennifer a Ràdio Cincinnati  (m. 2025).
- 1962, 
  - Noia, província de la Corunya: Ana Romaní, escriptora i periodista gallega.[19]
  - Kingston, Jamaica: Patrick Ewing, conegut com a Pat Ewing, ex-jugador de bàsquet estatunidenc.[20]
- 1968, Neuilly-sur-Seine (França): Marine Le Pen, política, líder del partit d'extrema dreta francès Front Nacional.[21]
- 1971, Riga (Letònia): Valdis Dombrovskis, polític letó, antic Primer Ministre de Letònia i Vicepresident de la Comissió Europea.[22]
- 1975, Târgu Mureş, Transsilvània: Ada Milea, actriu i cantant romanesa.[23]
- 2004, Los Palacios y Villafranca, província de Sevilla (Espanya): Pablo Martín Páez Gavira, més conegut com a Gavi, futbolista espanyol.[24]

## Necrològiques
Països Catalans
- 1955 - Sabadell (Vallès Occidental): Magdalena Calonge i Panyella, practicant catalana de la teosofia (n. 1872).[25]
- 1979 - Barcelona: Matilde Gironella i Escuder, pintora i escriptora en castellà que va signar com a Ilde Gir (n. 1899).[26]
- 2009 - Barcelona: Jordi Sabater Pi, primatòleg català, especialista mundial en etologia (n. 1922).
- 2017 - Barcelona: Jesús Tuson Valls fou un catedràtic de la Facultat de Filologia i professor de Lingüística a la Universitat de Barcelona.
- 2023 - Xavier Gabriel i Lliset, empresari català, propietari de La Bruixa d'Or (n. 1957).[27]

Resta del món
- 1713, Nàpols: Teresa del Po, pintora, gravadora, miniaturista italiana del Barroc (n. 1649).[28]
- 1812, Pisa: Lorenzo Pignotti, escriptor de faules italià (n. 1739).[29]
- 1889, Dresden, Alemanya: Fanny Lewald, escriptora alemanya del segle XIX (n. 1811).[30]
- 1895: Londres, Anglaterra, Regne Unit: Friedrich Engels, filòsof socialista alemany i cofundador, conjuntament amb Karl Marx, de la teoria del comunisme modern. (n. 1820).[10]
- 1955 - Beverly Hills, Los Angeles, Estats Units: Carmen Miranda, cantant de samba i actriu brasilera nascuda a Portugal (n. 1909).[31]
- 1957, Múnic, Alemanya: Heinrich Otto Wieland, químic alemany, Premi Nobel de Química de 1927 (n. 1877).[32]
- 1977, Buenos Aires, Argentina: Leo Fleider, director de cinema i guionista figura important del cinema argentí.
- 1984, Suïssa: Richard Burton, actor gal·lès.
- 1990, Chengdu, Sichuan (Xina): Zhou Keqin escriptor xinès, Premi Mao Dun de Literatura de l'any 1982 (n. 1937)[33]
- 2006, Serrières, l'Ardèche: Adrienne Clostre, compositora francesa de música contemporània.[34]
- 2012:
  - Cuernavaca, Mèxic: Chavela Vargas, cantant mexicana d'origen costa-riqueny.[35]
  - Varsòvia, Polònia: Erwin Axer, director de teatre escriptor i professor universitari polonès.
- 2014, Gurgaon, Índia: Pran Kumar Sharma, autor de còmics indi (n. 1938).[36]
- 2017, 
  - Triuggio, Itàlia: Dionigi Tettamanzi fou un cardenal italià de l'Església Catòlica (n. 1934).[37]
  - Ciutat de Mèxic, Mèxic: Marcel·lí Perelló i Valls fou un activista polític, periodista i professor universitari mexicà d'ascendència catalana.
- 2019, Nova York (EUA): Toni Morrison, escriptora afroamericana guardonada amb el Premi Nobel de Literatura l'any 1993 (n. 1931).[38]
- 2023, Tòquio (Japó): Issey Miyake, dissenyador de moda japonès (n. 1938).[39]

## Festes i commemoracions
- Mare de Déu de les Neus; festes patronals a Vilanova i la Geltrú i Tavascan.

Santoral
Església Catòlica
- Sants al Martirologi romà (2011): 
  - Emidi d'Ascoli Piceno, bisbe (303);
  - Cassià d'Autun, bisbe (346);
  - Nonna de Nazianz, mare de Gregori de Nazianz (374);
  - Memmi de Châlons-sur-Marne, bisbe (s. III-IV);
  - Paris de Teano, bisbe (s. IV);
  - Venanci de Vivièrs, bisbe (535);
  - Viator de Sologne, eremita (s. VI);
  - Osvald de Northúmbria, rei màrtir (642);
  - Consagració de la Basílica de Santa Maria la Major de Roma;
  - Mare de Déu de les Neus.
  - Beats: Francesco Zanfredini, monjo (1350);
  - Margarida, vídua (ca. 1395);
  - Frédéric Janssoone, màrtir;
  - Pierre-Michel Noël, prevere màrtir (1794);
  - Gabino Olaso Zabala, prevere màrtir (1936).
- Sants: Addai i Mari de Mesopotàmia (s. I);
  - Cantidi, Cantidià i Sobel d'Egipte, màrtirs;
  - Afer i Afra d'Augsburg, màrtirs (300);
  - Ausigoni d'Antioquia, general i màrtir (363);
  - Abel de Reims, bisbe (745);
  - Teoderic de Cambrai, bisbe (863);
  - Gormgal d'Ardoilen, abat de Galway (1016).
- Venerables: Domenica de Florència, mística (1553);
  - Jakob Gerius, monjo (1345);
  - Stanislas Hosius, cardenal (1579);
  - Esperança González Puig, monja lleidatana, fundadora de les Missioneres Esclaves de l'Immaculat Cor de Maria (1885);
  - Salvi Huix i Miralpeix, bisbe màrtir (1936).
- Servent de Déu: Jaume Codina i Casellas, mercedari màrtir (1936).

Església Copta (29 abib)
- Andaraos o Judes Tadeu, apòstol i màrtir;
- Concepció, Naixement i Resurrecció de Crist;
- Warxnufi, màrtir.

Església Ortodoxa (segons el calendari julià)
- Se celebren els corresponents al 18 d'agost del calendari gregorià.

Església Ortodoxa (segons el calendari gregorià)
Corresponen als sants del 23 de juliol del calendari julià.
- Sants:
  - Anna, mare del profeta
  - Samuel;
  - Ezequiel, profeta;
  - Focas de Sinop, màrtir (102);
  - Apol·linar de Ravenna, màrtir;
  - Quirze i Julita, màrtirs (304);
  - Tirs de Xipre;
  - Tròfim, Teòfil i companys màrtirs de Lícia;
  - Vidal de Ravenna, màrtir; 8 màrtirs de Cartago;
  - Pelàgia de Tinos;
  - Joan Cassià, monjo (433); 250 màrtirs dels búlgars sota Nicèfor (802-811);
  - Anna de Constantinoble, monja (919);
  - Germà de Kazan, arquebisbe;
  - Aparició de la Mare de Déu a Potxaev per a l'alliberament dels tàtars i turcs (1675);
  - Nectari Trezvinskij, bisbe de Iaransk, màrtir;
  - Teodor de Sanaskar;
  - Andrei, màrtir (1938).

Església Ortodoxa Grega
- Apol·loni de Roma, màrtir (184).

Esglésies luteranes
- Franz Härter, prevere (1874).

Esglésies anglicanes
- Osvald de Northúmbria, rei (642).